# Ctenoplus
Ctenoplus is een geslacht van kevers uit de familie  
kniptorren (Elateridae).
Het geslacht is voor het eerst wetenschappelijk beschreven in 1863 door Candèze.

## Soorten
Het geslacht omvat de volgende soorten:
- Ctenoplus alutaceus Fuller & Platia, 2006
- Ctenoplus balli Fuller & Platia, 2006
- Ctenoplus brunneus Fleutiaux, 1940
- Ctenoplus cateianus Fuller & Platia, 2006
- Ctenoplus collaris Candèze, 1889
- Ctenoplus coomani Fleutiaux, 1940
- Ctenoplus deceptus Fuller & Platia, 2006
- Ctenoplus divergens Fuller & Platia, 2006
- Ctenoplus dorsalis Fuller & Platia, 2006
- Ctenoplus fulvus Fleutiaux, 1918
- Ctenoplus gigas Fuller & Platia, 2006
- Ctenoplus girardianus Fuller & Platia, 2006
- Ctenoplus indicus Fuller & Platia, 2006
- Ctenoplus javanensis Candèze, 1863
- Ctenoplus neosiamensis Fuller & Platia, 2006
- Ctenoplus nigripennis Schwarz, 1900
- Ctenoplus nitidipennis Schwarz, 1900
- Ctenoplus pseudocollaris Fuller & Platia, 2006
- Ctenoplus rufoantennatus Fuller & Platia, 2006
- Ctenoplus sanguinolentoides Fuller & Platia, 2006
- Ctenoplus sanguinolentus Candèze, 1880
- Ctenoplus semialutaceus Fuller & Platia, 2006
- Ctenoplus siamensis Fuller & Platia, 2006
- Ctenoplus sumatrensis Fuller & Platia, 2006